# Formicarius (livro)
Formicarius é um livro escrito pelo teólogo alemão Johannes Nider entre 1431 e 1438 e publicado em 1475. Nele, Nider estabelece um tratado crítico sobre a sociedade, comparando-a a um formigueiro.
Escrito por Nider durante o Concílio de Florença e impresso pela primeira vez em 1475, é o segundo livro impresso que discute a bruxaria (o primeiro foi o de Alonso de Espina, Fortalitium Fidei). Nider tratou especificamente da feitiçaria na quinta seção do livro. Ao contrário de seus sucessores, ele não enfatizou a ideia do sabá das bruxas e era cético quanto à afirmação de que as bruxas podiam voar à noite. No Formicarius, afirma que as feiticeiras atingiam o seu poder ao entregar-se a Satanás, oferendo-lhe sacrifícios, profanando a cruz, comendo criancinhas e envolvendo-se em orgias sexuais. Na visão de Nider, as mulheres eram inferiores aos homens fisicamente, mentalmente e espiritualmente. Eram assim seduzidas mais fácilmente por Satanás.
Com mais de 25 cópias manuscritas de edições do século XV e início do século XVI, de 1470 a 1692, o Formicarius é uma obra importante para o estudo das origens dos julgamentos de bruxas no início da Idade Moderna, pois lança luz sobre sua fase inicial durante a primeira metade do século XV.